# Мосбург-ан-дер-Ізар
Мосбург-ан-дер-Ізар (нім. Moosburg an der Isar, офіційно — Moosburg a.d.Isar) — місто в Німеччині, розташоване в землі Баварія. Підпорядковується адміністративному округу Верхня Баварія. Входить до складу району Фрайзінг.
Площа — 43,86 км2. Населення становить 18 893 ос. (станом на 31 грудня 2020).